# Кан (правитель Бохая)
Кан ( личное имя Сун-линь) (кор.Кан\Суннин) — шестой император государства Бохай, правивший в 794—809 годах. Девиз правления — Чжэн-ли (кор. Чоннёк).